# Серёгин, Иван Федотович
Иван Федотович Серёгин (30 июня 1898 года, с. Семкино, Рязанский уезд, Рязанская губерния — 13 марта 1959 года, Москва) — советский военный деятель, генерал-майор (20 декабря 1943 года).

## Начальная биография
Иван Федотович Серёгин родился 30 июня 1898 года в селе Семкино ныне Мурминского сельского поселения Рязанского района Рязанской области.

## Военная служба

### Первая мировая и гражданская войны
В декабре 1915 года призван вольноопределяющимся 2-го разряда в ряды Русской императорской армии и направлен в 193-й пехотный запасной полк, дислоцированный в Москве. В апреле 1916 года направлен на учёбу в пулемётно-учебную команду при Офицерской стрелковой школе в Ораниенбауме, после окончания которой в июне ему было присвоено звание младшего унтер-офицера с назначением начальником пулемёта во 2-й пулемётный запасной полк, дислоцированный в Стрельне. В октябре 1916 года переведён в 53-й Сибирский стрелковый полк в составе 14-й стрелковой дивизии (12-я армия, Северный фронт), после чего принимал участие в боевых действиях в районе Риги. В июне 1917 года И. Ф. Серёгин направлен на учёбу во 2-ю Иркутскую школу прапорщиков, которую окончил 17 ноября того же года, произведён в прапорщики и направлен в 78-й пехотный запасной полк, дислоцированный в Рязани.
В январе 1918 года демобилизован из рядов армии, после чего вернулся на родину, где работал секретарём волостного земельного комитета Мурминского волостного исполкома Рязанской губернии. В апреле того же года призван в ряды РККА и избран Мурминским волостным военным комиссаром. В январе 1919 года назначен на должность сотенного инструктора по обучению военному делу рабочих Мурминской фабрики, в июле — на должность инструктора и командира взвода на Рязанских пехотных курсах, а затем — на должность начальника пулемётной команды в составе 3-х Московских курсов. В июле 1920 года И. Ф. Серёгин, являясь командиром пулемётной роты направлен с курсами на Южный фронт, где в составе 3-го стрелкового полка (2-я Московская бригада курсантов) принимал участие в боевых действиях против войск под командованием генерала П. Н. Врангеля на Кубани, в августе — сентябре — в ликвидации Улагаевского десанта в районе Тимашёвской и Славянской, а с декабря 1920 года — в подавлении восстания под руководством Саид-бека и имама Н. Гоцинского на территории Дагестана.

### Межвоенное время
Весной 1921 года 2-я Московская бригада курсантов была передислоцирована в Баку, где личный состав продолжил учёбу. Летом И. Ф. Серёгин заболел и был направлен в госпиталь и по выздоровлении в ноябре направлен в Рязанскую пехотную школу, в составе которой служил начальником пулемётной команды и командиром роты курсантов.
В октябре 1925 года переведён в 165-й стрелковый полк (55-я стрелковая дивизия, Московский военный округ), дислоцированный в Курске, где служил на должностях командира пулемётной роты, начальника штаба батальона, начальника боепитания полка и командира батальона.
В июне 1938 года назначен на должность командира 42-го стрелкового полка (14-я стрелковая дивизия, Ленинградский военный округ), находясь на которой, участвовал в ходе советско-финляндской войны, за что 7 мая 1940 года награждён орденом Красной Звезды.
С января 1941 года служил младшим преподавателем кафедры военной подготовки Военно-юридической академии РККА в Москве.

### Великая Отечественная война
В июле 1941 года полковник И. Ф. Серёгин назначен на должность командира 299-й стрелковой дивизии, формировавшейся в Белгороде (Орловский военный округ). В конце августа дивизия включена в состав 50-й армии (Брянский фронт), после чего вела оборонительные боевые действия на реке Десна. В начале октября 299-я стрелковая дивизия во время Орловско-Брянской операции вела бои в районе Белёва, Болхова и на западном берегу р. Ока, где попала в окружение, из которого дивизия выходила на тульском направлении. После выхода из окружения 299-я стрелковая дивизия участвовала в ходе Тульской оборонительной операции, ведя боевые действия на участке ст. Узловая — Сталиногорск. 18 ноября в районе Дедилово полковник И. Ф. Серёгин был ранен, после чего лечился в госпитале.
По выздоровлении в феврале 1942 года назначен командиром 18-й стрелковой дивизии, формировавшейся в Рязани. По завершении формирования дивизия 13 июля направлена на Сталинградский фронт, где 27 июля включена в состав 4-й танковой армии, после чего вела оборонительные боевые действия по реке Голубая с целью воспрепятствовать форсирование противником Дона.
В сентябре 1942 года полковник И. Ф. Серёгин переведён на должность командира 98-я стрелковая дивизия, находившейся на доукомплектовании и в начале декабря включённой в состав Сталинградского фронта, после чего участвовала в ходе Котельниковской операции и затем в наступательных боевых действиях на ростовском направлении и освобождении Новочеркасска. За отличия в боях под Сталинградом 16 апреля 1943 года 98-я стрелковая дивизия приказом НКО № 169 преобразована в 86-ю гвардейскую.
В июне полковник И. Ф. Серёгин по состоянию здоровья был госпитализирован и после выздоровления направлен на учёбу на ускоренный курс при Высшей военной академии имени К. Е. Ворошилова, после окончания которого в январе 1944 года назначен на должность заместителя командира 2-го стрелкового корпуса (36-я армия, Забайкальский фронт), а в январе 1945 года — на должность заместителя командира 38-го гвардейского стрелкового корпуса (9-я гвардейская армия), ведшего боевые действия в районе Будапешта.
23 марта 1945 года назначен на должность командира 104-й гвардейской стрелковой дивизии, которая принимала участие в боевых действиях в ходе Балатонской оборонительной, Венской и Пражской наступательных операциях.

### Послевоенная карьера
После окончания войны находился на прежней должности командира 104-й гвардейской стрелковой дивизии в Центральной группе войск.
В июле 1946 года назначен заместителем командира 39-го гвардейского воздушно-десантного корпуса, однако в апреле 1947 года освобождён от занимаемой должности по состоянию здоровья, после чего находился в распоряжении Главного управления кадров Сухопутных войск.
В июне 1947 года прикомандирован к Военной академии имени М. В. Фрунзе для использования на преподавательской работе. В августе 1948 года переведён в Военно-юридическую академию РККА, где служил на должностях начальника Высших академических курсов и заместителя начальника кафедры тактики.
Генерал-майор Иван Федотович Серёгин 11 сентября 1954 года вышел в запас. Умер 13 марта 1959 года в Москве. Похоронен на Преображенском кладбище города.

## Награды
- Орден Ленина (21.02.1945);
- Три ордена Красного Знамени;
- Орден Суворова 2 степени;
- Орден Красной Звезды (07.05.1940);
- Медали.